# Honbridge Holdings
Honbridge Holdings — крупный производитель очищенного кремния и изделий из кремния, базирующийся в Гонконге (штаб-квартира расположена в небоскрёбе Сентрал-плаза, округ Ваньчай). Также компания инвестирует в добычу полезных ископаемых (железной и марганцевой руды), в том числе в Бразилии, занимается поставкой руды в материковый Китай, торговлей сталью и медью. 

## История
Honbridge Holdings основан в 2001 году как филиал Hong Bridge Capital, с 2002 года котируется на Гонконгской фондовой бирже, по состоянию на 2014 год активы компании составляли 2 млрд долл., рыночная стоимость — свыше 1,3 млрд долл., прибыль — 1,2 млрд долл..